# Монастырь Айдановац
Монастырь Айдановац (серб. Манастир Ајдановац) в честь святого Георгия — монастырь Нишской епархии Сербской православной церкви на склоне горы Ястребац в общине Прокупле Топличского округа.
Согласно одной из версий, монастырь был построен во время короля Милутина, согласно другой — около 1485 года. Надпись в притворе сообщает о том, что церковь была метохом монастыря Наупара и расписана в 1492 году.
После Великого переселения сербов в 1690 году монастырь был оставлен, а в этой местности поселились албанцы, которые грабили и разрушали обитель. Согласно народному преданию название «Айдановац» произошло от имени албанца, спасшего монастырь от дальнейшего разрушения.
После 1878 года Топлица была возвращена Сербии и албанцы постепенно покидают этот регион. В 1887 году монастырь был восстановлен при поддержке короля Милана Обреновича, который построил корпуса и мемориальный фонтан.
В ноябре 1915 года Топлица была оккупирована Болгарией. В 1916 году монастырь был разграблен, а братские корпуса сожжены. После завершения войны были построены новые корпуса, а монастырская церковь действовала как приходская до 1936 года, когда монастырь был снова открыт.
31 марта 1970 года монастырь был внесён в список памятников культуры Сербии большого значения. В 1996—1997 годах была проведена реставрация фресок.